# Meg Foster
Margaret Foster, detta Meg (Reading, 10 maggio 1948), è un'attrice statunitense.

## Biografia
Riconoscibile per gli intensi e magnetici occhi azzurri, raggiunge la notorietà a partire dagli anni ottanta, interpretando numerosi ruoli a teatro e in B-movie. Tra le interpretazioni di maggior rilievo della sua carriera, sono da ricordare quelle della malvagia Evil-Lyn in I dominatori dell'universo e quella di Giunone nella serie televisiva Hercules.
Nel 2013 ricopre il ruolo di Carla Grunwald nella serie televisiva Pretty Little Liars. Con lo stesso personaggio e nello stesso anno entra nel cast di Ravenswood, spin-off di Pretty Little Liars, interpretando una sensitiva.

## Filmografia parziale

### Cinema
- Adam at Six A.M., regia di Robert Scheerer (1970)
- L'idolo (The Todd Killings), regia di Barry Shear (1971)
- Thumb Tripping, regia di Quentin Masters (1972)
- Arrow Beach - La spiaggia della paura (Welcome to Arrow Beach), regia di Laurence Harvey (1974)
- Un tocco di sesso (A Different Story), regia di Paul Aaron (1978)
- Carny - Un corpo per due uomini (Carny), regia di Robert Kaylor (1980)
- Ticket to Heaven, regia di Ralph L. Thomas (1981)
- Osterman Weekend (The Osterman Weekend), regia di Sam Peckinpah (1983)
- La foresta di smeraldo (The Emerald Forest), regia di John Boorman (1985)
- I dominatori dell'universo (Masters of the Universe), regia di Gary Goddard (1987)
- Essi vivono (They Live), regia di John Carpenter (1988)
- Leviathan, regia di George Pan Cosmatos (1989)
- Furia cieca (Blind Fury), regia di Phillip Noyce (1989)
- Senza limiti (Relentless), regia di William Lustig (1989)
- Il patrigno II (Stepfather II), regia di Jeff Burr (1989)
- Tripwire: sul filo del rasoio (Tripwire), regia di James Lemmo (1989)
- Colpo a tradimento (Back Stab), regia di Jim Kaufman (1990)
- Jezebel's Kiss, regia di Harvey Keith (1990)
- Sete di giustizia (Diplomatic Immunity), regia di Peter Maris (1991)
- Future Kick, regia di Damian Klaus (1991)
- Kickboxing mortale (Best of the Best II), regia di Robert Radler (1993)
- Il coraggio di uccidere (Hidden Fears), regia di Jean Bodon (1993)
- Oblivion, regia di Sam Irvin (1994)
- Shrunken Heads, regia di Richard Elfman (1994)
- Nati per uccidere (Immortal Combat), regia di Dan Neira (1994)
- Lady in Waiting, regia di Fred Gallo (1994)
- Il West del futuro (Oblivion 2: Backlash), regia di Sam Irvin (1996)
- Space Marines, regia di John Weidnar (1996)
- The Killers Within, regia di Paul Leder (1997)
- The Man in the Iron Mask, regia di William Richert (1998)
- Spoiler, regia di Jeff Burr (1998)
- Lost Valley, regia di Dale G. Bradley (1998)
- The Killer - Ritratto di un assassino (The Minus Man), regia di Hampton Fancher (1999)
- Being with Eddie, cortometraggio, regia di Sharmagne Leland-St. John (2003)
- Coming Up Easy, regia di Rebecca A. Rodriguez (2004)
- Fede e coraggio (25 Hill), regia di Corbin Bernsen (2011)
- Sebastian, regia di Gregori J. Martin (2011)
- Le streghe di Salem (The Lords of Salem), regia di Rob Zombie (2012)
- A Place Called Hollywood, regia di Gregori J. Martin (2015)
- 31, regia di Rob Zombie (2016)
- Three Days in August, regia di Johnathan Brownlee (2016)
- Irwindale, cortometraggio, regia di Tony Gardner e Jeff Daniel Phillips (2016)
- Jeepers Creepers 3, regia di Victor Salva (2017)
- A Reckoning, regia di Justin Lee (2018)
- Any Bullet Will Do, regia di Justin Lee (2018)

### Televisione
- NET Playhouse - serie TV, 1 episodio (1969)
- Arrivano le spose (Here Come the Brides) - serie TV, 1 episodio (1970)
- Los Angeles: ospedale nord (The Interns) - serie TV, 1 episodio (1970)
- Uomini di legge (Storefront Lawyers) - serie TV, 1 episodio (1971)
- Bonanza - serie TV, episodio 12x22 (1971)
- Dan August - serie TV, 1 episodio (1971)
- The Death of Me Yet - film TV (1971)
- Mod Squad, i ragazzi di Greer (The Mod Squad) - serie TV, 2 episodi (1970-1971)
- Sesto senso (The Sixth Sense) - serie TV, 1 episodio (1972)
- Mannix - serie TV, 1 episodio (1972)
- Il giovane Dr. Kildare (Young Dr. Kildare) - serie TV, 1 episodio (1972)
- Ghost Story - serie TV, 2 episodi (1972-1973)
- The Wide World of Mystery - serie TV, 1 episodio (1973)
- Cannon - serie TV, 1 episodio (1973)
- Sunshine - film TV (1973)
- Medical Center - serie TV, 2 episodi (1972-1974)
- F.B.I. (The F.B.I.) - serie TV, 2 episodi (1972-1974)
- Barnaby Jones - serie TV, 3 episodi (1973-1974)
- L'uomo da sei milioni di dollari (The Six Million Dollar Man) - serie TV, 1 episodio (1974)
- Things in Their Season - film TV (1974)
- Promise Him Anything - film TV (1975)
- Sunshine - serie TV, 13 episodi (1975)
- Le strade di San Francisco (The Streets of San Francisco) - serie TV, 1 episodio (1975)
- Bronk - serie TV, 1 episodio (1975)
- Three for the Road - serie TV, 1 episodio (1975)
- Baretta - serie TV, 2 episodi (1975)
- James Dean - film TV (1976)
- Hawaii squadra cinque zero (Hawaii Five-0) - serie TV, 2 episodi (1973-1976)
- Washington: Behind Closed Doors - miniserie TV, 6 episodi (1977)
- Sulle strade della California (Police Story) - serie TV, 1 episodio (1977)
- Sunshine Christmas - film TV (1977)
- The Scarlet Letter - miniserie TV (1979)
- La tragedia della Guyana (Guyana Tragedy: The Story of Jim Jones) - film TV (1980)
- La leggenda di Sleepy Hollow (The Legend of Sleepy Hollow) - film TV (1980)
- Dan August: Murder, My Friend - film TV (1980)
- New York New York (Cagney & Lacey) - serie TV, 6 episodi (1982)
- Desperate Intruder - film TV (1983)
- Indagine sulla vita privata della moglie di un poliziotto (Best Kept Secrets) - film TV (1984)
- Ai confini della realtà (The Twilight Zone) – serie TV, episodio 1x04 (1985)
- Il vento (The Wind), regia di Nico Mastorakis (1986)
- Desperate - film TV (1987)
- I Robinson (The Cosby Show) - serie TV, 1 episodio (1988)
- Miami Vice - serie TV, 2 episodi (1987-1988)
- La congiura del silenzio (Betrayal of Silence) - film TV (1988)
- Voci nella notte (Midnight Caller) - serie TV, 1 episodio (1989)
- I viaggiatori delle tenebre (The Hitchhiker) - serie TV, 1 episodio (1989)
- I ragazzi della prateria (The Young Riders) - serie TV, 1 episodio (1990)
- Shannon's Deal - serie TV, 1 episodio (1991)
- I casi di Rosie O'Neill (The Trials of Rosie O'Neill) - serie TV, 3 episodi (1990-1991)
- Caccia all'assassino (To Catch a Killer) - miniserie TV, 2 episodi (1992)
- Senza limiti 2 (Dead On: Relentless II), regia di Michael Schroeder (1992)
- Shadowchaser - Progettato per uccidere (Shadowchaser), regia di John Eyres (1992)
- Ragionevoli dubbi (Reasonable Doubts) - serie TV, 1 episodio (1992)
- In viaggio nel tempo (Quantum Leap) - serie TV, 3 episodi (1992)
- Fortune Hunter - serie TV, 1 episodio (1994)
- E.R. - Medici in prima linea (ER) - serie TV, 1 episodio (1995)
- Undercover Heat, regia di Gregory Dark (1995)
- La signora in giallo (Murder, She Wrote) - serie TV, episodi 2x02-12x15 (1985-1996)
- Star Trek: Deep Space Nine - serie TV, episodio 4x21 (1996)
- Mr. & Mrs. Smith - serie TV, 1 episodio (1996)
- Segreti di famiglia (Deep Family Secrets) - film TV (1997)
- I viaggiatori (Sliders) - serie TV, 1 episodio (1999)
- Hercules (Hercules: The Legendary Journeys) - serie TV, 2 episodi (1998-1999)
- Xena: Principessa guerriera (Xena: Warrior Princess) - serie TV, 1 episodio (2000)
- Hjem - serie TV, 1 episodio (2013)
- The Mentalist - serie TV, 1 episodio (2013)
- Ravenswood - serie TV, 7 episodi (2013-2014)
- The Originals - serie TV, 5 episodi (2015)
- Baskets - serie TV, 1 episodio (2016)
- Pretty Little Liars - serie TV, 5 episodi (2013-2016)
- Twin Peaks: il ritorno (Twin Peaks) – serie TV, 1 episodio (2017)

## Doppiatrici italiane
- Elettra Bisetti in Osterman Weekend
- Paola Bacci in La foresta di smeraldo
- Serena Verdirosi in I dominatori dell'universo
- Sonia Scotti in Essi vivono
- Melina Martello in Leviathan
- Emanuela Rossi in Furia cieca
- Laura Boccanera in Le streghe di Salem
- Rossella Izzo in Pretty Little Liars
- Maria Pia Di Meo in The Originals